# Invercargill
Invercargill (Maori: Waihōpai) is de zuidelijkste en westelijkste stad in Nieuw-Zeeland en een van de zuidelijkste steden ter wereld. Invercargill heeft ca. 50.000 inwoners en is vooral vanwege zijn haven het handelscentrum van het Zuidereiland. De stad ligt in het hart van de zuidelijke laagvlakte aan de Oreti of New River, ongeveer 18 kilometer ten noorden van Bluff, de zuidelijkste nederzetting van het Zuidereiland.
Het zuidelijkste Burger King-filiaal ter wereld is gelegen in de stad Invercargill, evenals het zuidelijkste racecircuit ter wereld, Teretonga Park.

## Geboren
- Burt Munro (1889-1978), motorcoureur
- Marton Csokas (1966), acteur
- Craig Watson (1971), triatleet
- Robin Neil Reid (1975), wielrenner
- Edward Dawkins (1989), baanwielrenner
- Thomas Scully (1990), wielrenner
- Nicholas Kergozou (1996), baanwielrenner
- Hamish Beadle (1998), wielrenner
- Corbin Strong (2000), wielrenner

## Stedenband
- Hobart, Australië